# The Velvet
The Velvet é o segundo extended play do grupo feminino sul-coreano Red Velvet. Foi lançado em 17 de março de 2016 pela S.M. Entertainment e distribuído pela Genie Music. O EP é composto em cinco faixas e três remixes do single "7월 7일 (One of These Nights)".

## Antecedentes e lançamento
Ao divulgar seu primeiro álbum de estúdio em uma coletiva de imprensa em 8 de setembro de 2015, os membros e a gravadora sugeriram o lançamento de um álbum após The Red, apesar de um representante da S.M. Entertainment ter clarificado que nada havia sido decido ainda. Durante uma entrevista realizada em outubro pela integrante Wendy, foi confirmado que um álbum seria lançado após The Red.
Em março de 2016, um representante da S.M. Entertainment revelou que o grupo havia terminado as gravações do vídeo musical da faixa-título do álbum. A partir de 10 de março, S.M. começou a lançar teasers das integrantes no Instagram oficial do grupo. Foi anunciado que o EP seria lançado em conjunto à faixa-título "7월 7일 (One of These Nights)", descrita como um ballad R&B com ritmo polido, em 16 de março do mesmo ano. Dez minutos antes do lançamento pretendido em 16 de março, S.M. Entertainment anunciou que o lançamento da música e do álbum seria adiado para 17 de março para garantir alta qualidade.

## Divulgação
Red Velvet realizou uma transmissão especial através do aplicativo V do Naver em 15 de março de 2015, revelando seus novos penteados e falando sobre os preparativos para seu retorno aos palcos. Após o anúncio do adiamento do lançamento, o grupo compareceu na transmissão de 16 de março do programa de rádio Good Morning FM para discutir sobre o EP e sua faixa-título, intitulada "7월 7일 (One of These Nights)". Ele também realizou outra transmissão especial no aplicativo V algumas horas antes do lançamento oficial. Suas promoções em programas musicais iniciaram-se no M! Countdown, onde performou o single e a faixa "Cool Hot Sweet Love".

## Composição
A faixa-título "7월 7일 (One of These Nights)" é descrita como um ballad R&B com um ritmo polido. Ela foi composta por Hwang Chan-hee, Andreas Öberg e Maria Marcus, e teve sua letra escrita por Seo Ji-eum do Jam Factory, que também escreveu a letra de "Dumb Dumb". O EP inclui quatro versões da música; a versão normal, a versão de De-Capo, a versão de Joe Millionaire e a versão piano. Ela inspirou o festival coreano Chilseok, que é celebrado anualmente no sétimo dia do sétimo mês do calendário lunissolar ("7월7일"; em português:  7 de julho).
O EP também incluí as faixas de R&B "Cool Hot Sweet Love" e "Light Me Up". "장미꽃 향기는 바람에 날리고 (Rose Scent Breeze)" é um ballad interpretado pelas integrantes Wendy, Seulgi, e Joy e é um remake de uma canção lançada em 1989 pelo fundador da S.M. Entertainment, Lee Soo-man.

## Recepção
| Críticas profissionais | Críticas profissionais |
| Avaliações da crítica  | Avaliações da crítica  |
| Fonte                  | Avaliação              |
| ---------------------- | ---------------------- |
| IZM                    | [ 11 ]                 |
| The Star               | [ 12 ]                 |

Tamar Herman da Billboard classificou a faixa-título como "a performance vocal mais expressiva do grupo até agora." The Velvet estreou na oitava posição da parada de álbuns mundiais da revista. Chester Chin do The Star elogiou a "construção lânguida" do EP, adicionando que as "sensibilidades indie" do single são "passos seguros na direção certa" para o grupo. O EP alcançou o topo da Parada de Álbuns do Gaon e "7월 7일 (One of These Nights)" estreou na décima posição na Parada Digital do Gaon. As outras canções, com exceção dos remixes, também entraram na parada musical.
Red Velvet ganhou o seu primeiro troféu musical para o single em 22 de março no The Show.

## Lista de faixas
| N.º            | Título                                                                                   | Letras         | Música                                                          | Arranjo                                                         | Duração |  |
| 1.             | "7월 7일" (One of These Nights)                                                          | Seo Ji-eum     | Hwang Chan-hee Andreas Öberg Maria Marcus                       | Hwang Chan-hee Lee Sung-joo Hong So-jin                         | 4:21    |  |
| 2.             | "Cool Hot Sweet Love"                                                                    | Kenzie         | Daniel Obi Klein Charlotte Taft Michael Nordmark Thomas Sardorf | Daniel Obi Klein Charlotte Taft Michael Nordmark Thomas Sardorf | 3:53    |  |
| 3.             | "Light Me Up"                                                                            | Kenzie         | Kenzie Deez Rodnae "Chikk" Bell                                 | Deez                                                            | 3:33    |  |
| 4.             | "처음인가요" (First Time)                                                                | Kenzie         | Kenzie                                                          |                                                                 | 4:02    |  |
| 5.             | "장미꽃 향기는 바람에 날리고" (Rose Scent Breeze; interpretada por Seulgi, Wendy, e Joy) | Jung Hye-kyung | Hong Jong-ha                                                    | Park Gun-chul Jung Soo-min                                      | 4:52    |  |
| 6.             | "7월 7일" (One of These Nights; De-Capo version)                                         | Seo Ji-eum     | Hwang Chan-hee Andreas Öberg Maria Marcus                       | De-Capo Music Group & Rod Bonner                                | 4:11    |  |
| 7.             | "7월 7일" (One of These Nights; Joe Millionaire version)                                 | Seo Ji-eum     | Hwang Chan-hee Andreas Öberg Maria Marcus                       | Joe "Joe Millionaire" Foster                                    | 4:07    |  |
| 8.             | "7월 7일" (One of These Nights; Piano version)                                           | Seo Ji-eum     | Hwang Chan-hee Andreas Öberg Maria Marcus                       | Hwang Chan-hee Andreas Öberg Maria Marcus                       | 4:05    |  |
| Duração total: | Duração total:                                                                           | Duração total: | Duração total:                                                  | Duração total:                                                  | 19:30   |  |

## Desempenho nas paradas musicais
| Parada musical (2016)                   | Melhor posição |
| --------------------------------------- | -------------- |
| Coreia do Sul - Gaon Music Chart        | 1              |
| Taiwan - G-Music                        | 2              |
| Estados Unidos - Billboard World Albums | 8              |
| Japão - Oricon                          | 72             |

## Vendas
| Região               | Vendas  |
| -------------------- | ------- |
| Coreia do Sul (Gaon) | 50,144+ |
| Japão (Oricon)       | 2,104+  |

## Prêmios e indicações

### Prêmios de programas musicais
| Canção                | Programa                  | Data                |
| --------------------- | ------------------------- | ------------------- |
| "One of These Nights" | The Show (SBS MTV)        | 22 de março de 2016 |
| "One of These Nights" | Show Champion (MBC Music) | 23 de março de 2016 |
| "One of These Nights" | M! Countdown (Mnet)       | 24 de março de 2016 |
| "One of These Nights" | Music Bank (KBS)          | 25 de março de 2016 |
| "One of These Nights" | Inkigayo (SBS)            | 27 de março de 2016 |

## Histórico de lançamento
| Região        | Data                | Formato(s)          | Gravadora(s)                   |
| ------------- | ------------------- | ------------------- | ------------------------------ |
| Coreia do Sul | 17 de março de 2016 | CD Download digital | S.M. Entertainment             |
| Mundialmente  | 17 de março de 2016 | Download digital    | S.M. Entertainment Genie Music |